# Karl Heinrich von Metternich-Winneburg

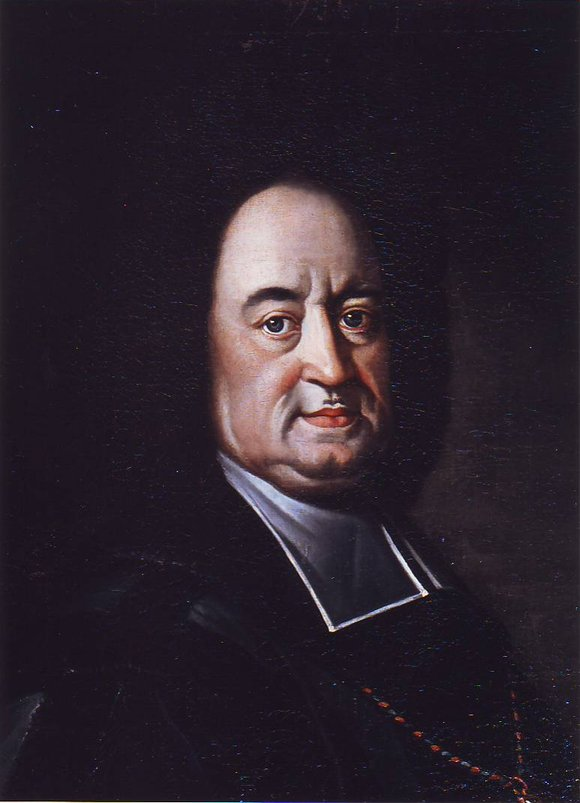
Bischof Karl Heinrich von Metternich-Winneburg

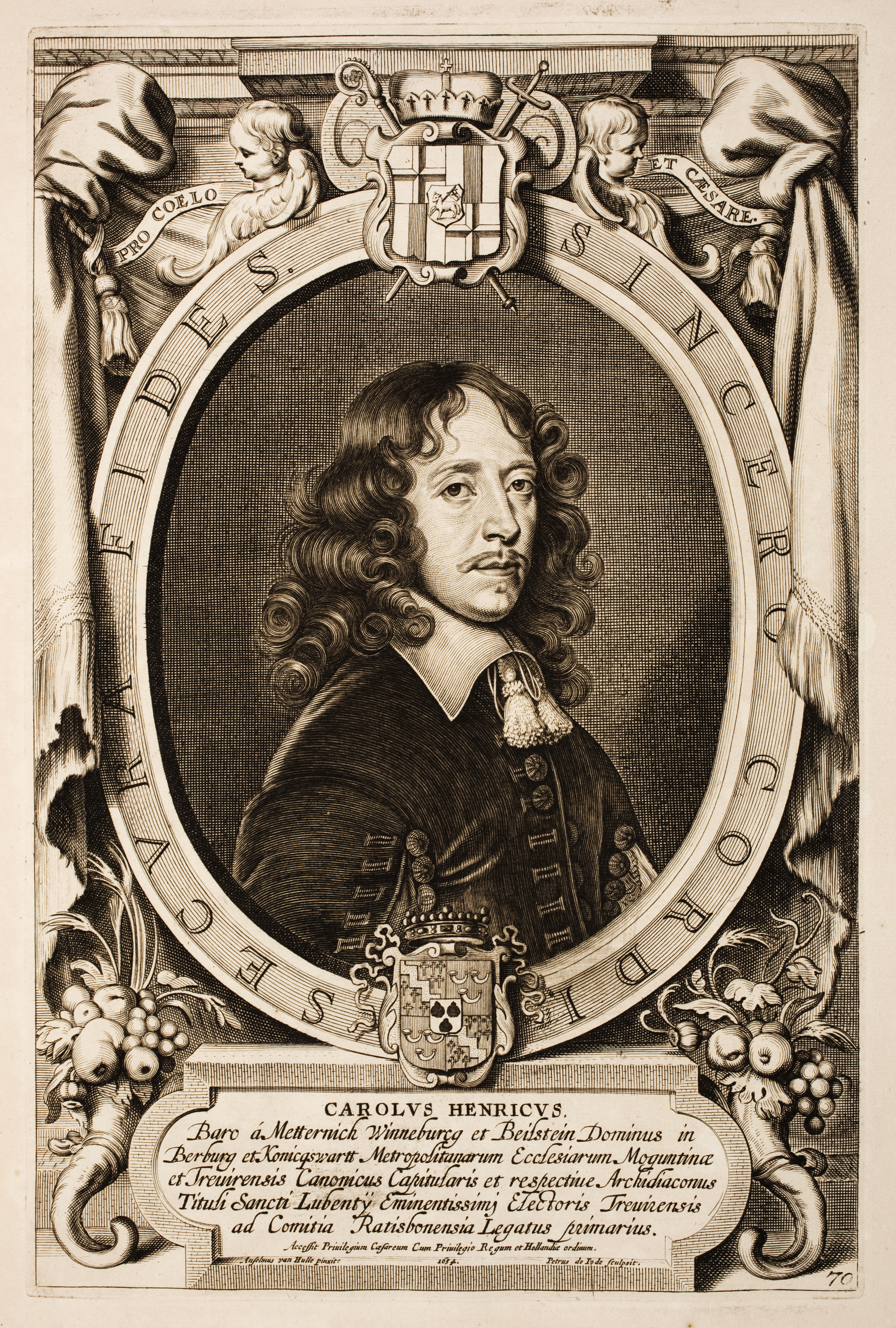
Karl Heinrich von Metternich-Winneburg in Anselmus van Hulle: Les hommes illustres qui ont vécu dans le XVII. siecle, 1717.

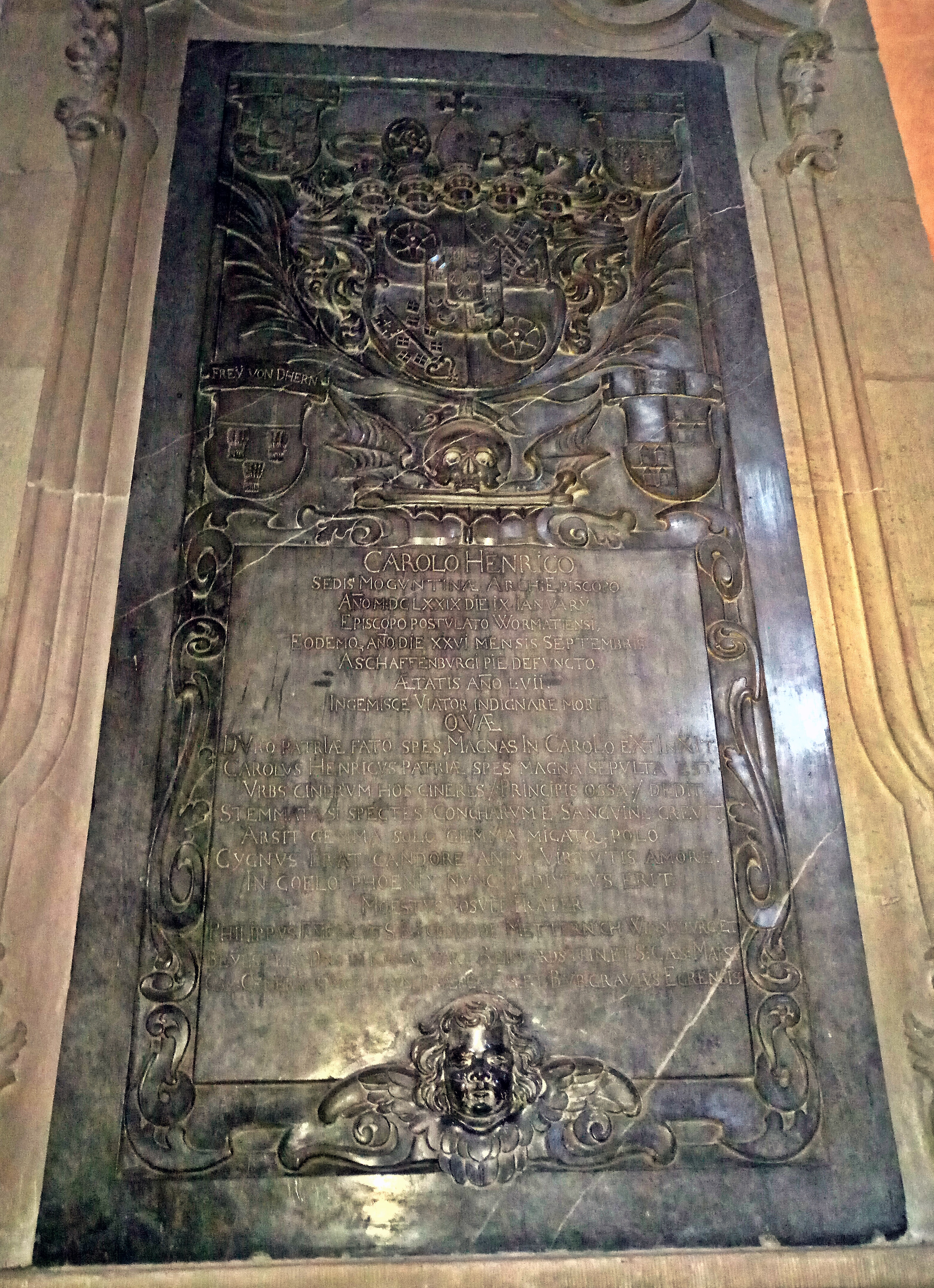
Epitaph im Mainzer Dom

Karl Heinrich von Metternich-Winneburg (* 15. Juli 1622 in Koblenz; † 26. September 1679 in Aschaffenburg) war vom 9. Januar 1679 bis zu seinem Tod Kurfürst und Erzbischof von Mainz, ab 30. Januar 1679 auch Fürstbischof von Worms. Er liegt im Mainzer Dom begraben.

## Biografie
Karl Heinrich stammte aus dem Hause Metternich-Winneburg. Er war der Sohn des kaiserlichen Hofkriegsrats und Burggrafen Wilhelm von Metternich-Winneburg in Eger sowie dessen Gemahlin Eleonora geb. von Brömser aus Rüdesheim. 1647 geriet er mit seiner Familie in schwedische Gefangenschaft und kam nur gegen ein hohes Lösegeld frei. Am 5. April 1655 wurde er Domscholaster in Mainz, von 1664 bis 1666 war er Rektor der Universität Mainz, 1665 hatte er die Priesterweihe erhalten, 1674 avancierte er zum Domkustos.
Am 9. Januar 1679 wählte man ihn zum Bischof von Mainz, am 30. Januar gleichen Jahres auch zum Wormser Oberhirten. Die Bestätigungsbulle von Papst Innozenz XI. kam erst nach seinem Tode an; die Bischofsweihe erhielt er nicht mehr.
Während seiner kurzen Amtszeit als erwählter Bischof zweier Diözesen gelang es ihm, die „Welschnonnen“, Augustiner-Chorfrauen aus Luxemburg, zur Verbesserung des Schulwesens nach Mainz zu bewegen. Die Nonnen trafen jedoch erst nach seinem Tod ein. In Mainz bauten diese ein Kloster samt Kirche.
Bei der Antrittsreise im nördlichen Bistumsteil zog er sich einen Katarrh zu und starb bald darauf in Aschaffenburg an einem Schlaganfall.
Johann Ferdinand von Sickingen, kurpfälzischer Minister und Diplomat, war sein Neffe (Sohn der Schwester Anna Margarethe).